# Mikołeska
Mikołeska est une localité polonaise de la gmina de Tworóg, située dans le powiat de Tarnowskie Góry en voïvodie de Silésie.